# アミロホセイン・ホセインザデー
アミロホセイン・ホセインザデー（ペルシア語: امیرحسین حسین‌زاده、	2000年10月30日 - ）は、イラン・テヘラン出身のサッカー選手。ペルシアン・ガルフ・プロリーグ・トラークトゥール・サーズィーFC所属。イラン代表。

## 来歴
2019年4月8日に行われたサイパFCvsペイカーンFC戦で交代出場しプロデビュー。2021年にエステグラルFCと2年契約を結ぶ。
2022年8月22日、ベルギー1部のシャルルロワSCと2年契約+2年のオプション契約で加入。23試合で2ゴールを挙げるが2023年8月にイランに戻り、トラークトゥールでプレーする。